# Echeveria angustifolia
Echeveria angustifolia är en fetbladsväxtart som beskrevs av Walther. Echeveria angustifolia ingår i släktet Echeveria och familjen fetbladsväxter. Inga underarter finns listade i Catalogue of Life.